# Logaeus gymnostethus
Logaeus gymnostethus là một loài bọ cánh cứng trong họ Cerambycidae.